# 三好康長
三好 康長（みよし やすなが）は、戦国時代から安土桃山時代にかけての武将、大名。阿波国岩倉城城主、河内国高屋城城主。諱は康慶（やすよし）ともする。通称は孫七郎、山城守。剃髪して山城入道、入道号は咲岩（しょうがん）と号した。なおフロイス書簡では咲岩は「センガン」と読まれている。

## 生涯

### 三好政権
三好氏の一門衆。系譜に従えば三好長秀の子であるから、父が没したとされる永正6年（1509年）には誕生していたと推測されるが、天野忠幸は、康長が後に山城守を名乗っていることから、三好一秀の子あるいは孫であるとしている。文亀元年（1501年）生まれの三好元長は兄で、兄が宗家を継ぎ、その子である三好長慶は甥にあたるが、長慶よりも任官されるのが遅いことから、康長の方が年下であると考えられる。
享禄5年（1532年）1月23日、兄・元長の命で、康長は（浦上氏に暗殺された）柳本賢治の遺子を擁する神二郎を京都に攻めてこれを自刃に追いやったが、これがもとで元長と（柳本氏の主君の）管領細川晴元が対立してしまい、元長は薙髪して海雲と号して、細川晴元に陳謝することになった。同年6月に兄が亡くなると、当主となった長慶に従う。長慶の弟で阿波国主である三好実休を支え、三好の本貫地である阿波を拠点とし、篠原自遁・加地盛時と共に実休の家臣として活動した。
天文11年（1542年）3月15日、大和国で、興福寺の学侶たちが春日大社六方衆と争ったので、康長らがこれを和解させた。
永禄元年（1558年）に長慶が京都郊外で室町幕府13代将軍・足利義輝、細川晴元と対峙した際は、実休ら阿波勢の先鋒として畿内に上陸した。
永禄3年（1560年）3月、長慶・実休兄弟の和解の仲介役を務めるなど、当時から三好一族のなかで重い地位を占めていた。河内遠征でも実休の名代として長慶と対面した。
永禄5年（1562年）3月、康長は久米田の戦いで活躍したが、この戦闘で実休は戦死する。

同年5月20日、畠山高政・安見宗房・紀伊根来寺衆徒等が、長慶の居城・河内飯盛城に包囲したので、三好義興、松永久秀、康長、安宅冬康等で長慶を赴援し、教興寺で戦って高政を破った。高政は紀伊に出奔し、長慶は康長に河内高屋城を守せた。
拠点を高屋城に前進させ、他の家臣団と協力して実休の遺児・三好長治を支えた一方で、茶人としての活動も見られ、津田宗達・宗及父子の茶会に度々出席している。
永禄7年（1564年）の長慶の死後、三好宗家の家督は大甥に当たる三好義継が相続したが、三好三人衆と松永久秀が敵対して家中が分裂すると、康長は三人衆側に同調した。三人衆と康長は、久秀や高政との抗争を繰り返すが、康長は阿波を本拠として背後から支える形であった。
永禄9年（1566年）1月、伊勢国の北畠具教は家臣・本田美作守（平八郎）が康長の内応に応じたのを怒り、人質として取っていた弟・平九郎を殺した。同年2月、康長は上芝の戦いに参戦し、5月に久秀が侵入した堺を三人衆と共に包囲した。しかし、翌永禄10年（1567年）2月に義継が突如三人衆の下から逃れて高屋城から脱出し、堺へ赴き久秀と手を結ぶ。康長と安見宗房も義継に従って久秀側へと一時的に鞍替えしたが、すぐに反目した。

永禄11年（1568年）2月には三人衆が担いだ14代将軍・足利義栄の将軍就任の祝賀会と考えられる大宴会に出席して、その頃には義継の元を去っている。この宴会には、阿波三好家の大軍を率いる篠原長房も参加しており、康長・三人衆らは同年6月に松永方の細川藤賢が籠もる大和信貴山城を包囲した。同月29日、本願寺顕如の斡旋で藤賢が退城したのでこれを落し、9月3日には筒井順慶と結んで大和多聞山城を攻撃するなどして、松永勢を追い詰めた。
この頃、戦いの合間に数度、津田宗及と茶会の席に出席していて、茶会において咲岩の法号の使用がすでに見られる。

### 信長包囲網
15代将軍・足利義昭を擁立した織田信長が同年9月7日に岐阜を出立して、9月25日には大津まで大挙して6万の兵を進めると、大和国の制圧の途中だった三人衆の軍は背後を突かれて崩壊。国衆や公方衆の多くが織田側に寝返る中で、摂津・和泉に各々退却し、29日に三人衆の1人で山城勝龍寺城主・石成友通が降伏。30日に摂津芥川山城で織田軍に抗戦した三人衆筆頭の三好長逸も、細川昭元と共に城を退去して阿波に逃亡。康長は10月2日には摂津越水城を放棄した篠原長房らと共に阿波へ落ち延びたが、同年暮れには反撃を始めて、三好宗渭と共に和泉家原城を攻略した。

翌永禄12年（1569年）1月早々に康長と三人衆は和泉に上陸して、京都六条本圀寺に滞在していた義昭を襲撃したが、細川藤孝や義継、摂津国人衆（伊丹親興・池田勝正・荒木村重）らの援軍に敗れ、さらに織田の援軍が来るという情報の前に、再度阿波に逃れた。
元亀元年（1570年）6月、三好長逸に通じた荒木村重が池田勝正を追放すると、7月21日に康長と三人衆は再び摂津国中嶋に上陸して、野田城・福島城を改修して籠城した。織田軍は8月26日から9月23日にかけてこれを攻めるが、石山本願寺の一向宗勢の参戦もあり攻城戦に失敗。さらに9月27日には篠原長房が率いる阿波・讃岐の軍勢が兵庫浦に上陸して山城へ向けて兵を進めたところで、11月21日に松永久秀の仲介によって、信長は長房・康長・三人衆と和睦して撤収した。康長は同年12月に久秀・義継とも和睦し、以後しばらくは久秀と歩調を合わせた。
元亀2年（1571年）10月15日、松永久秀・三好義継が山城木津城を攻めたのに呼応して、康長らも大和に入って奈良を経由して木津に侵攻した。同年、畠山昭高がその老臣・遊佐信教と対立すると、信教に与して、11月に久秀と共に高屋城を攻めた。これに対して信長は公方衆と合わせて高屋城救援軍を派遣。康長は逆に枚方城を攻められるが、膠着状態となった。
元亀3年（1572年）5月、松永久秀と三好義継が信長に反旗を翻し、長房・康長・三人衆・荒木村重らは、河内の畠山昭高、大和の筒井順慶、箸尾為綱、摂津の和田惟政を攻めている。更に同年中には、将軍・足利義昭も加わり信長包囲網が形成された。

ところが、天正元年（1573年）6月、篠原長房の上桜城が三好長治に攻撃され、7月16日に敗れた長房が自害して阿波三好家からの支援が絶たれてしまい、同月19日には義昭も信長に敗れて槇島城を退去して京都追放された。同年8月20日、（義継の居城・若江城に逃げ込んだ）義昭は本願寺顕如を介して義継・康長・信教との和解を図ったが実現せず、11月に信長の命を受けた佐久間信盛率いる織田勢に若江城が攻められて、家臣の裏切りで義継が討たれて三好宗家が滅亡し、三人衆も壊滅した。12月に久秀も信長に降伏している。

天正2年（1574年）4月2日、本願寺が再び信長に反抗すると、康長もこれに呼応して高屋城に入った。康長は三好一族の中で最後まで畿内で抵抗を続けたが、天正3年（1575年）に信長に攻められ、4月8日に松井友閑を通じてついに降伏した。同年7月、相国寺にて信長に面会して赦免され、10月に所持していた名物「三日月」を信長に献上した。その後は、一転して信長から重用され、本願寺との和睦交渉を担当、10月21日に一旦和睦を成功させ、河内半国の支配も命じられたらしい。

### 織田政権
天正4年（1576年）4月、本願寺との和が破れると、信長は荒木村重・塙直政・長岡藤孝・明智光秀を討伐に派遣した。康長は大和守護であった塙直政の与力とされ、本願寺包囲網に加わった。5月3日、直政は康長を先鋒として三津寺を攻撃したが、本願寺勢（雑賀衆）の奇襲を受けて失敗。この戦いで直政は討死し、康長は辛くも脱出した。
その後、康長は阿波に強い地盤を持つ三好一族として影響力を評価され、（織田軍の）四国攻略の担当とされ、平定戦に貢献した。天正4年から6年にかけて、まず淡路の安宅信康に働きかけて降誘に成功した。
なお、天正6年（1578年）頃までに康慶と改名した。
天正9年（1581年）1月より康長は四国に渡ったが、3月20日には讃岐より阿波に至り、当時、長宗我部氏に属して岩倉城主であった子の三好康俊（式部少輔）を織田側へ寝返らせた。
天正10年（1582年）2月9日、康長に「三好山城守、四国へ出陣すべき事」との書状を信長から発せられて、長宗我部元親を討つ四国遠征に先んじて再び阿波に渡った。5月7日付の朱印状によると、信長は三男の神戸信孝を遠征の総大将に任じて出陣を命じ、信孝に讃岐を与え、康長には阿波を与えることを約束した。『宇野主水日記』同年6月1日条によれば、このとき康長が信孝を養子とする事も内定していたという。ところが、6月2日に本能寺の変が起きて信長が光秀に殺されたため、信孝の出征は急遽、中止となった。この時、康長は阿波一宮城と夷山城を攻略中であったが、同月3日、変報を聞き、急ぎ兵をまとめて河内に戻り、上洛した。

### 本能寺の変以降
勢いを回復した長宗我部元親に対抗するため、羽柴秀吉に接近して、秀吉の甥・治兵衛（三好信吉、のちの豊臣秀次）を養子として迎えた。なお、康長と治兵衛の養子縁組は信長生前の天正7年（1579年）11月段階で既に実施されており、秀吉－康長ラインと光秀－元親ラインの対立が本能寺の変の一因であったとする説、前述のように康長は織田信孝を養子に迎える予定であったが、本能寺の変で縁組が中止されたために、清須会議において代わりに養子に選ばれたのが治兵衛であったとする説もある。清須会議の決定であるかはともかく、『長元物語』にも本能寺の変の直後に養子縁組が結ばれたと記されていることから、本能寺のあった天正10年6月もしくはそう遠くない時期に縁組が行われたのは確かである。
天正10年9月、信吉と共に紀州・根来寺攻めに参加している。『宗及記』では天正12年（1584年）8月28日に津田宗及の茶会に出席しており、『元親記』では、天正13年（1585年）に秀吉に降伏した元親を出迎えている旨の記載がある。少なくとも、この辺りまでは存命していたものと思われる。キリスト教に帰依したという。
康長の没年不明で、その後の消息も不明。嫡男・康俊も没年不明。